# Dorothy Stang

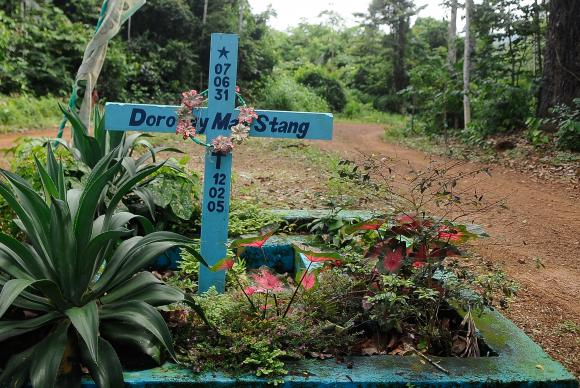
Graf van Dorothy Stang

Dorothy Stang (Dayton, Ohio, 7 juli 1931 – Anapu, Brazilië, 12 februari 2005) was een mensenrechtenstrijdster. Ze was een rooms-katholieke non en werd vermoord vanwege van haar strijd voor de rechten van de arme boeren in het Amazonegebied.

## Leven
Op 17-jarige leeftijd trad Dorothy Stang toe tot de Zusters van Onze-Lieve-Vrouw van Namen. Hoewel zij aanvankelijk naar China wilde, werd zij in 1966 door haar congregatie naar Brazilië gezonden, nadat de toenmalige paus Paulus VI een oproep gedaan had tot een hernieuwde missionaire inzet in Latijns-Amerika. Ze zou zich later laten naturaliseren tot Braziliaanse. Vanaf het begin van de jaren zeventig zette ze zich in voor arme boeren in de deelstaat Pará, die deel uitmaakt van het immense Amazoneregenwoud. Ze moedigde de boeren aan kleine stukken grond te bewerken zonder het bos te rooien of uit te putten. Ook probeerde ze hen te beschermen tegen criminele benden, ingehuurd door belangengroepen die ook op hun land uit waren.
Nadat de autoriteiten het plan hadden opgevat de grote weg te laten asfalteren om het gebied te ontsluiten, was de grondprijs aanzienlijk in waarde gestegen. Boeren werden vermoord door landdieven, boerenhuisjes gingen in vlammen op. De dieven rooiden het bos en verkochten het hout. Vervolgens kwam het land in bezit van veehouders en sojaboeren. De "ranchers" en grote landbouwbedrijven waren de baas in het gebied geworden.
Zuster Dorothy Stang had de gemeente, de deelstaat en de nationale overheid herhaaldelijk en zonder resultaat geïnformeerd over wat er gaande was. Ook organiseerde zij demonstraties samen met dorpelingen. Ze kwam op voor kwetsbare boeren van wie de rechten werden geschonden en voor het belang van het behoud van het eveneens kwetsbare Amazoneregenwoud. 
Zelfs nadat ze vanaf de tweede helft van de jaren negentig op een dodenlijst was gekomen, kwam er geen bescherming, noch voor de boeren, noch voor haarzelf. Er volgden talloze doodsbedreigingen. Zij was niet de enige die om de tegenstand uit de weg geruimd zou worden. Volgens haar congregatie kwamen van 1985 tot 1996 bijna duizend mensenrechtenverdedigers, milieuactivisten en boeren om het leven door huurmoordenaars. Slechts vijf opdrachtgevers kwamen voor die moorden in de cel.

## Moord en nasleep
Op 12 februari 2005 werd Stang door twee huurmoordenaars met zes schoten vermoord in het dorpje Boa Esperança bij Anapu in de Braziliaanse deelstaat Pará. Een boer had de zuster en haar twee belagers gezien en zich verborgen gehouden. Hij getuigde later dat ze haar moordenaars hardop de zaligsprekingen voorlas uit haar bijbeltje (dat zij altijd zich droeg). De twee huurmoordenaars, Clodoaldo Carlos Batista en Raifran das Neves Sales, werden gearresteerd en op 10 december 2005 berecht. Ook hun opdrachtgever, Vitalmiro Bastos de Moura (36), een "rancher" (veeboer) werd berecht en veroordeeld tot 30 jaar.
Na de dood van zuster Dorothy kwamen nog eens vier boerenleiders om. Wel werden troepen georganiseerd om de orde te handhaven. President Luiz Inácio Lula da Silva plaatste 20.000 vierkante mijl regenwoud in de regio van de gemeente Anapu onder bescherming van de federale overheid.
Door de moord op zuster Dorothy werd ze als martelaar beschouwd. De zaak van haar heiligverklaring werd in Rome bij de Congregatie voor de Heilig- en Zaligsprekingsprocessen aanhangig gemaakt.
Zuster Dorothy droeg vaak een geel T-shirt met de Portugese tekst A Morte da florista é o fim da nossa vida, dat betekent: de dood van het woud betekent het eind van ons leven.

## Citaat
Ik wil niet vluchten en al evenmin wil ik deze boeren alleen laten in hun eenzame strijd in het woud, onbeschermd als zij zijn. Zij hebben het heilige recht om naar een beter leven te streven op land waar zij waardig kunnen leven en werken, terwijl zij hun leefomgeving eerbiedigen.

## Documentaire
De strijd en dood van Dorothy Stang kwamen aan bod in de documentaire Cowspiracy: The Sustainability Secret.

## Erkenning
- Vredesprijs Mensenrechtenraad van de VN 2008